# Annikki Luukela
Lea Annikki Luukela, född 18 november 1944 i Kemi, är en finländsk ljuskonstnär. Hon är syster till Maija Lavonen
Luukela studerade 1964–1968 vid Konstindustriella läroverket och arbetade 1968–1969 i Frank I. Malinas studio i Paris. Hon har tagit intryck av naturupplevelser, såsom norrsken, i sin tidigaste barndom i norra Finland och är en av pionjärerna för ljus och rörelse inom konsten i Finland. Hon ställde ut första gången 1971 och har sedan dess arbetat i olika tekniker med ljuskinetiska målningar, fotokonst, fotoprojiceringar, holografi, laser, neonskulpturer, speglar och elektronisk konst. Hon var 1972 en av Dimensiogruppens stiftande medlemmar.
Luukela har utfört en rad offentliga konstverk bland annat Verkosto, en permanent installation med neonlysrör och hologram i Helsingfors universitets metrostation 1995–1996, samt ljusvisualiseringar till olika dans-, musik-, opera- och teaterföreställningar. Hon har undervisat vid olika konstskolor sedan 1971, Konstindustriella högskolan 1983–1984, 1994–1996 och 1998. Hon blev konstmagister 2003.